# Priotelus
Genre
Le genre Priotelus comprend 2 espèces de trogons, oiseaux de la famille des Trogonidae. Elles sont endémiques des Grandes Antilles.

## Liste d'espèces
D'après la classification de référence (version 2.2, 2009) du Congrès ornithologique international (ordre phylogénique) :
- Priotelus temnurus (Temminck, 1825) — Trogon de Cuba
- Priotelus roseigaster (Vieillot, 1817) — Trogon damoiseau